# Ronchaux
Cet article possède des paronymes, voir Ronchis, Ronchin et Ronchamp.
Ronchaux est une commune française située dans le département du Doubs, la région culturelle et historique de Franche-Comté et la région administrative Bourgogne-Franche-Comté. Les habitants se nomment les Roncheliens (Roncheliers) et Roncheliennes (Ronchelières).

## Géographie

### Toponymie
Ronchal en 1139 ; Ronchas en 1273 ; Ronchaulx au XIIIe siècle ; Roinchaulz en 1387 ; Ronchaul en 1426 ; Ronchault en 1614.

### Hydrographie
Le village est situé dans un vallon où coule le Bief de Caille, ruisseau issu de la grotte de la Mittonière, affluent rive gauche de la Loue, dont la qualité et pérennité de l'eau était recherchée dès l'époque romaine.

### Climat
Pour des articles plus généraux, voir Climat de la Bourgogne-Franche-Comté et Climat du Doubs.
En 2010, le climat de la commune est de type climat de montagne, selon une étude du Centre national de la recherche scientifique s'appuyant sur une série de données couvrant la période 1971-2000. En 2020, Météo-France publie une typologie des climats de la France métropolitaine dans laquelle la commune est exposée à un climat semi-continental et est dans la région climatique  Jura, caractérisée par une forte pluviométrie en toutes saisons (1 000 à 1 500 mm/an), des hivers rigoureux et un ensoleillement médiocre. 
Pour la période 1971-2000, la température annuelle moyenne est de 10,5 °C, avec une amplitude thermique annuelle de 17,4 °C. Le cumul annuel moyen de précipitations est de 1 249 mm, avec 13,5 jours de précipitations en janvier et 9,5 jours en juillet. Pour la période 1991-2020, la température moyenne annuelle observée sur la station météorologique de Météo-France la plus proche, « Arc-et-Senans », sur la commune d'Arc-et-Senans à 9 km à vol d'oiseau, est de 11,7 °C et le cumul annuel moyen de précipitations est de 1 182,8 mm. 
La température maximale relevée sur cette station est de 41,5 °C, atteinte le 13 août 2003 ; la température minimale est de −25 °C, atteinte le 2 janvier 1971,,. 
Les paramètres climatiques de la commune ont été estimés pour le milieu du siècle (2041-2070) selon différents scénarios d'émission de gaz à effet de serre à partir des nouvelles projections climatiques de référence DRIAS-2020. Ils sont consultables sur un site dédié publié par Météo-France en novembre 2022.

## Urbanisme

### Typologie
Au 1er janvier 2024, Ronchaux est catégorisée commune rurale à habitat dispersé, selon la nouvelle grille communale de densité à 7 niveaux définie par l'Insee en 2022. Elle est située hors unité urbaine. Par ailleurs la commune fait partie de l'aire d'attraction de Besançon, dont elle est une commune de la couronne,. Cette aire, qui regroupe 310 communes, est catégorisée dans les aires de 200 000 à moins de 700 000 habitants,.

### Occupation des sols
L'occupation des sols de la commune, telle qu'elle ressort de la base de données européenne d’occupation biophysique des sols Corine Land Cover (CLC), est marquée par l'importance des forêts et milieux semi-naturels (60,6 % en 2018), une proportion identique à celle de 1990 (60,6 %). La répartition détaillée en 2018 est la suivante : 
forêts (60,6 %), prairies (27,8 %), zones agricoles hétérogènes (9 %), zones urbanisées (2,6 %). L'évolution de l’occupation des sols de la commune et de ses infrastructures peut être observée sur les différentes représentations cartographiques du territoire : la carte de Cassini (XVIIIe siècle), la carte d'état-major (1820-1866) et les cartes ou photos aériennes de l'IGN pour la période actuelle (1950 à aujourd'hui).

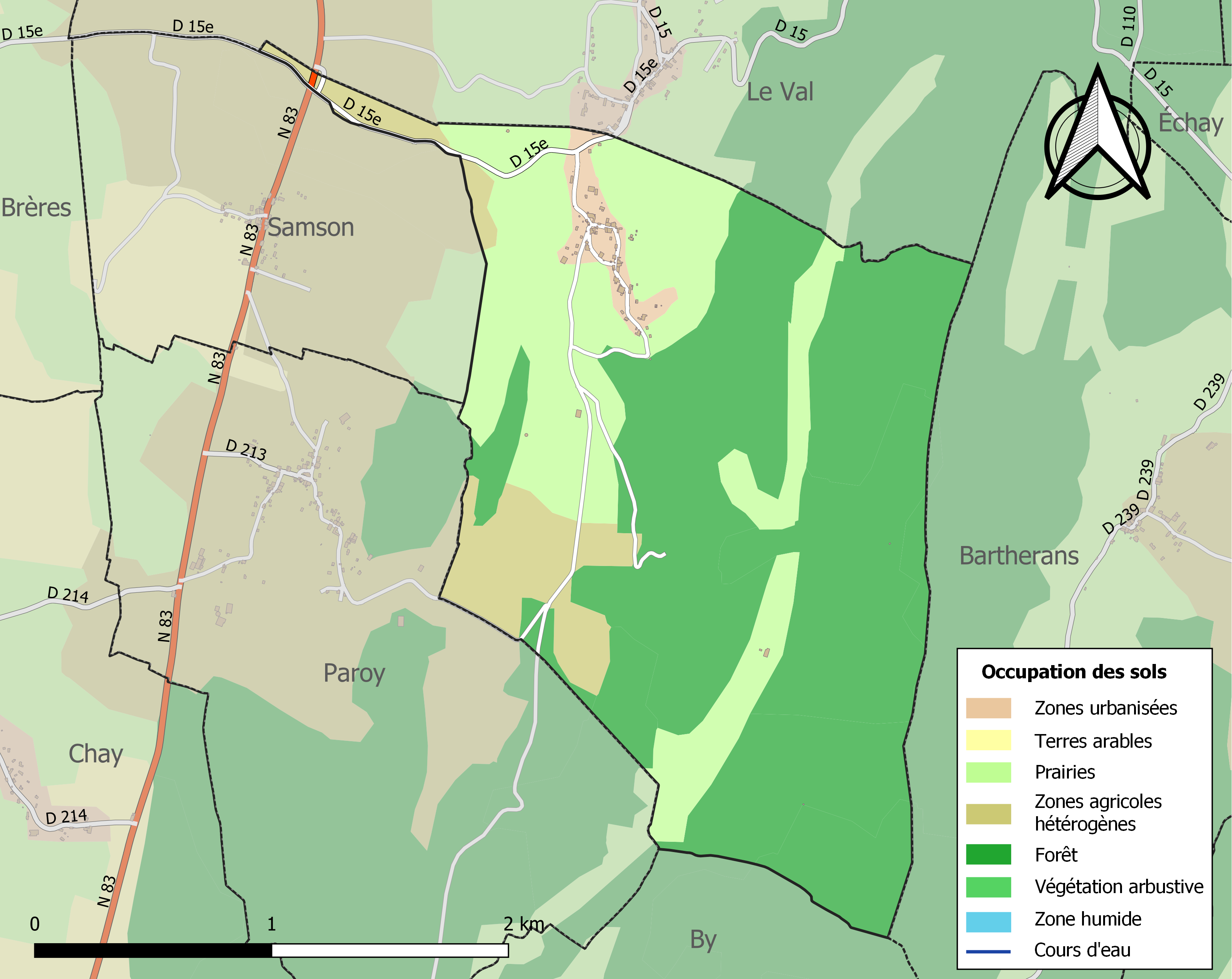
Carte des infrastructures et de l'occupation des sols de la commune en 2018 (CLC).

## Histoire
Ronchaux, tout proche de la tour de Montfort, faisait partie de la seigneurie éponyme et en partagea l'histoire jusqu'à la Révolution.

## Politique et administration
| Période                                  | Période  | Identité         | Étiquette | Qualité |
| ---------------------------------------- | -------- | ---------------- | --------- | ------- |
| avant 1988                               | ?        | André Gindre     |           |         |
| mars 2001                                | 2014     | Bernard Gindre   |           |         |
| mars 2014                                | mai 2020 | Guy Hébert       | SE        | Artisan |
| mai 2020                                 | En cours | Sylvie Lhéritier |           |         |
| Les données manquantes sont à compléter. |          |                  |           |         |

## Démographie
L'évolution du nombre d'habitants est connue à travers les recensements de la population effectués dans la commune depuis 1793. Pour les communes de moins de 10 000 habitants, une enquête de recensement portant sur toute la population est réalisée tous les cinq ans, les populations de référence des années intermédiaires étant quant à elles estimées par interpolation ou extrapolation. Pour la commune, le premier recensement exhaustif entrant dans le cadre du nouveau dispositif a été réalisé en 2007.

En 2022, la commune comptait 97 habitants, en évolution de +10,23 % par rapport à 2016 (Doubs : +1,88 %, France hors Mayotte : +2,11 %).
| 1793 | 1800 | 1806 | 1821 | 1831 | 1836 | 1841 | 1846 | 1851 |
| ---- | ---- | ---- | ---- | ---- | ---- | ---- | ---- | ---- |
| 137  | 162  | 156  | 147  | 157  | 170  | 168  | 156  | 150  |

| 1856 | 1861 | 1866 | 1872 | 1876 | 1881 | 1886 | 1891 | 1896 |
| ---- | ---- | ---- | ---- | ---- | ---- | ---- | ---- | ---- |
| 157  | 150  | 154  | 120  | 119  | 131  | 127  | 118  | 121  |

| 1901 | 1906 | 1911 | 1921 | 1926 | 1931 | 1936 | 1946 | 1954 |
| ---- | ---- | ---- | ---- | ---- | ---- | ---- | ---- | ---- |
| 130  | 126  | 113  | 102  | 95   | 82   | 97   | 80   | 86   |

| 1962 | 1968 | 1975 | 1982 | 1990 | 1999 | 2006 | 2007 | 2012 |
| ---- | ---- | ---- | ---- | ---- | ---- | ---- | ---- | ---- |
| 74   | 69   | 60   | 57   | 62   | 74   | 84   | 85   | 90   |

| 2017 | 2022 | - | - | - | - | - | - | - |
| ---- | ---- | - | - | - | - | - | - | - |
| 87   | 97   | - | - | - | - | - | - | - |

## Culture locale et patrimoine

### Lieux et monuments
- Un lavoir et trois fontaines dont une construite en 1838 par l'architecte bisontin Percerot.
- La cascade du Bief de Caille.
- Petit patrimoine bâti avec toit de lauzes.
- Le monument aux morts.

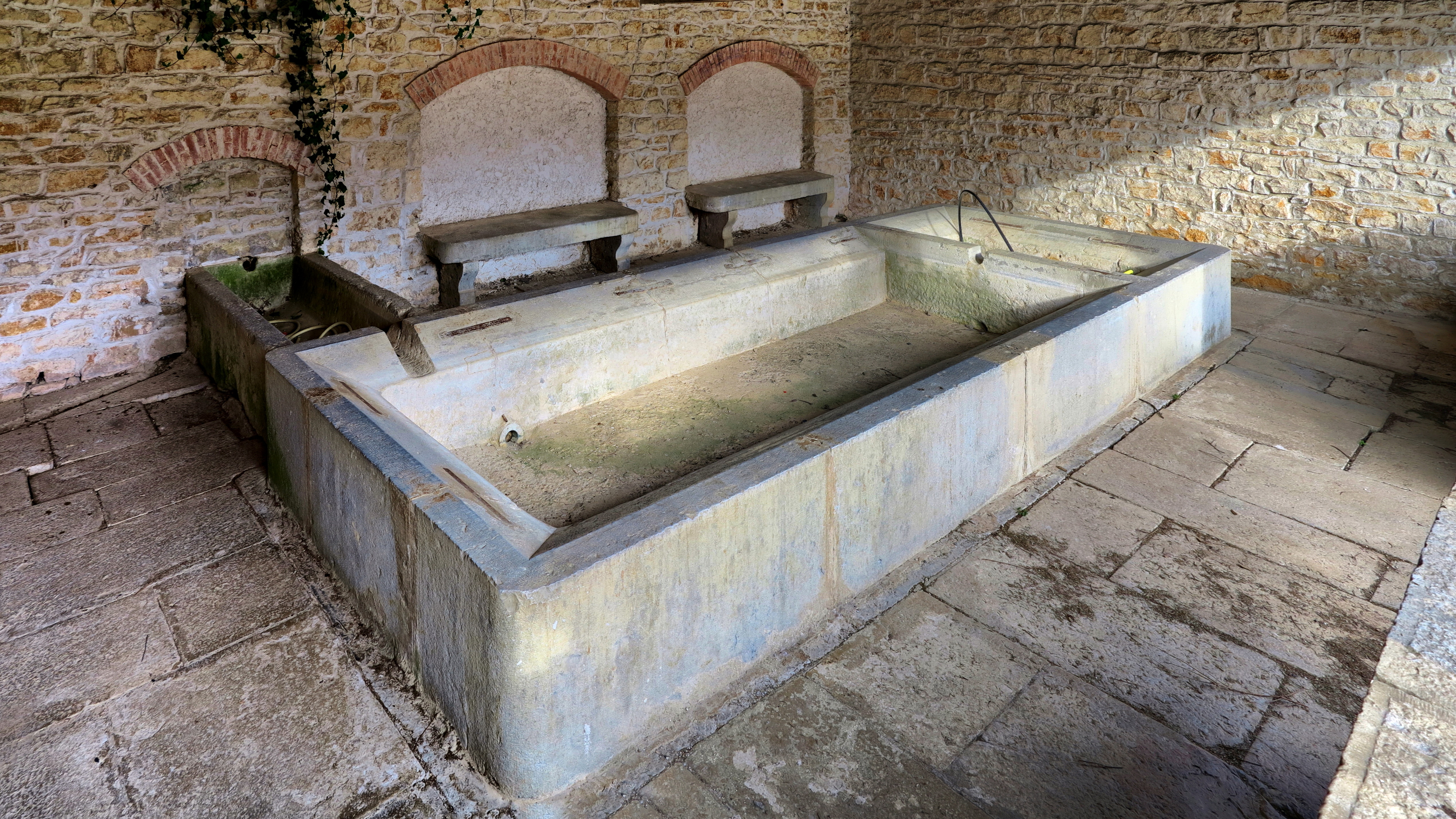
Lavoir.
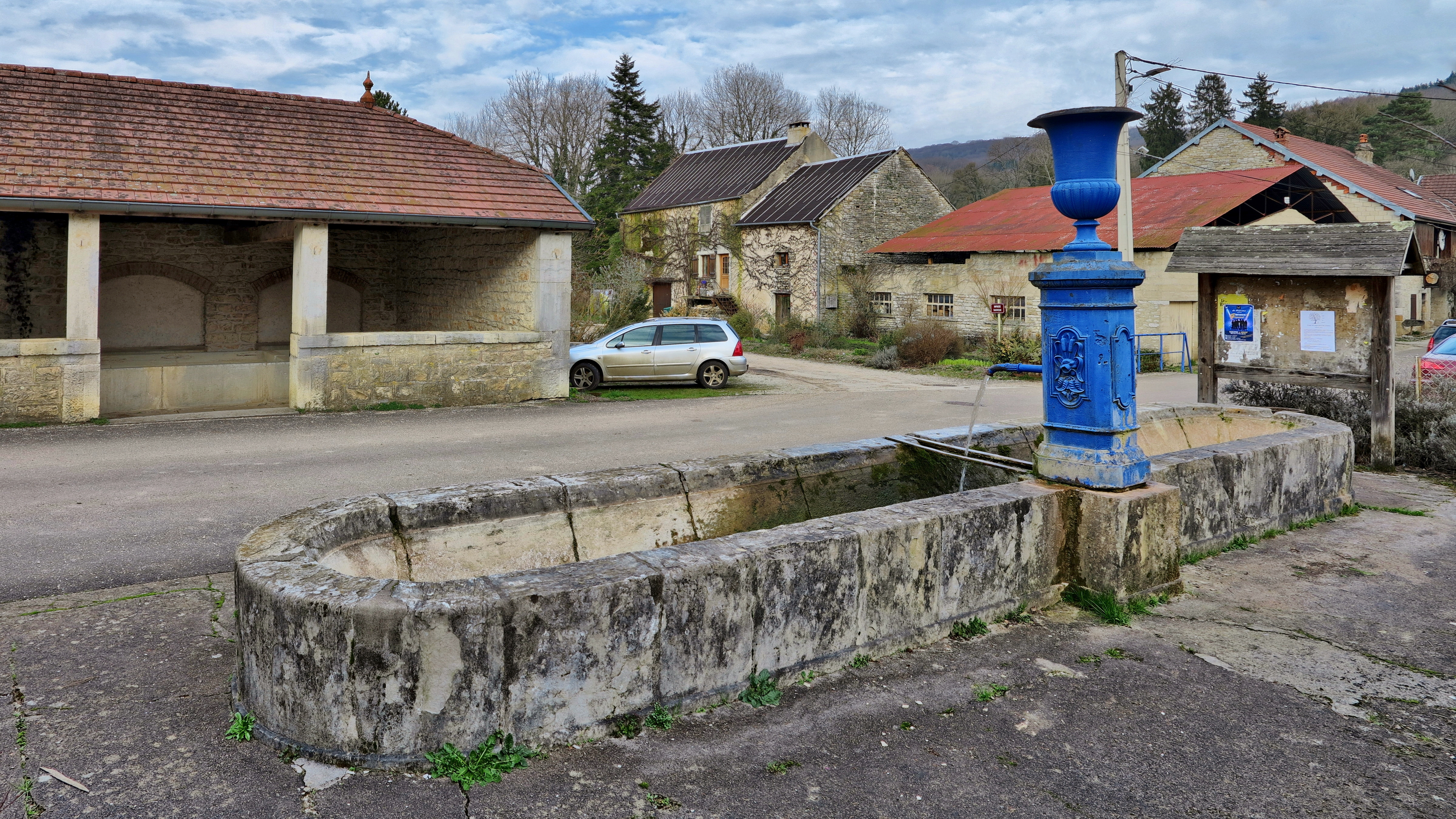
Fontaine route des fontaines.
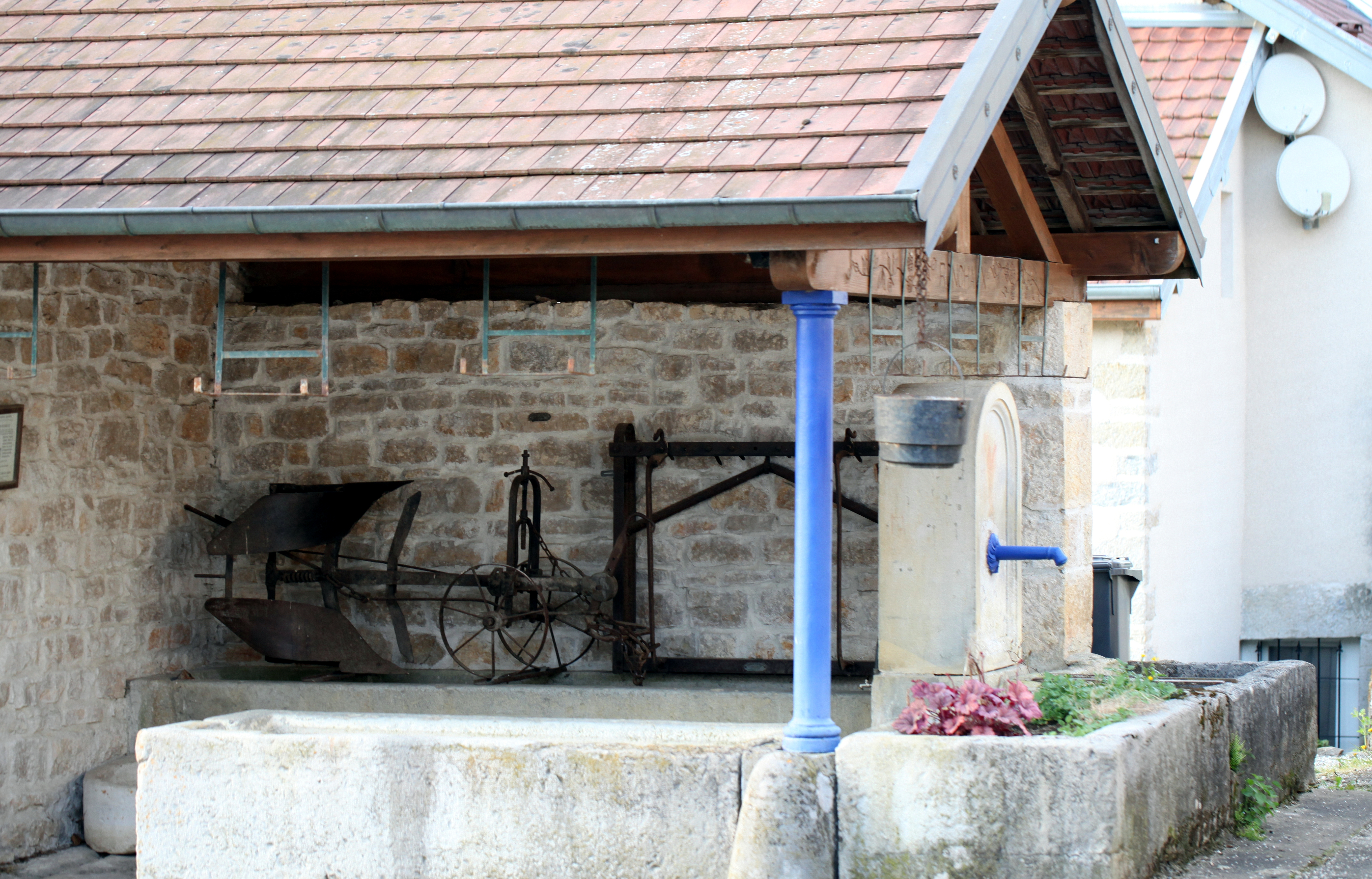
Fontaine au croisement route des Fontaines-chemin des Grands Prés.
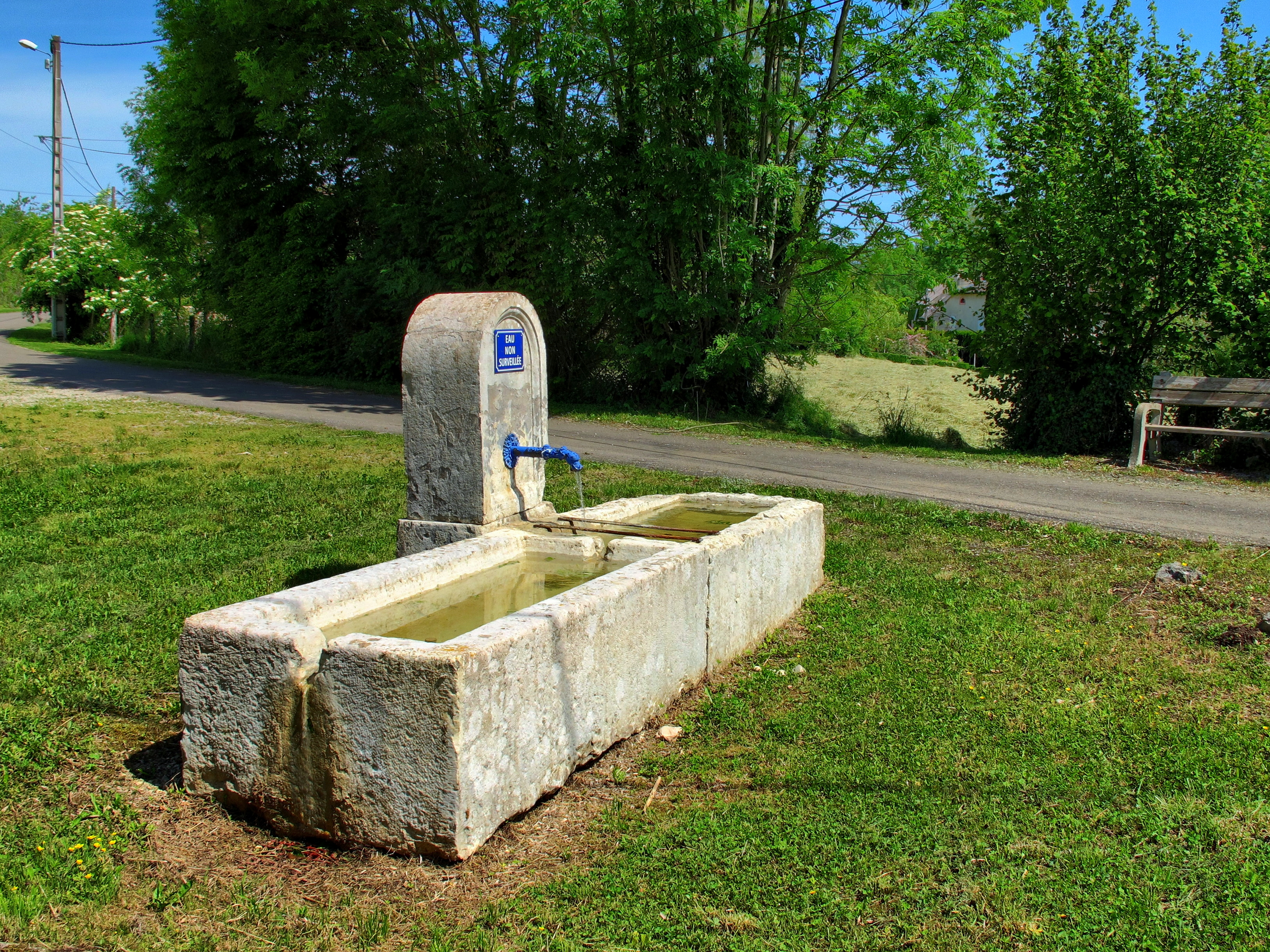
Fontaine chemin des Grands Prés.

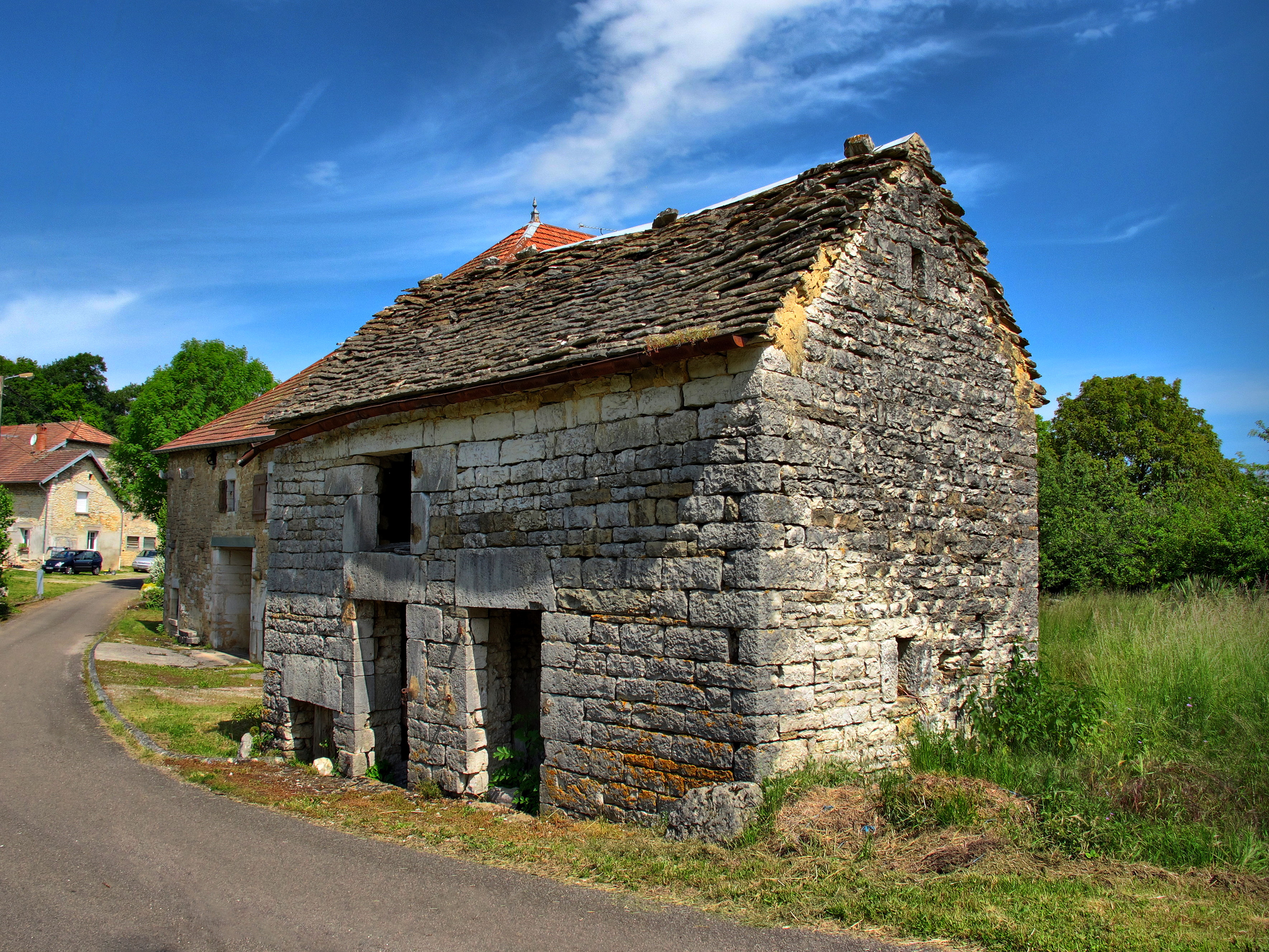
Petit bâtiment avec toit de lauzes.
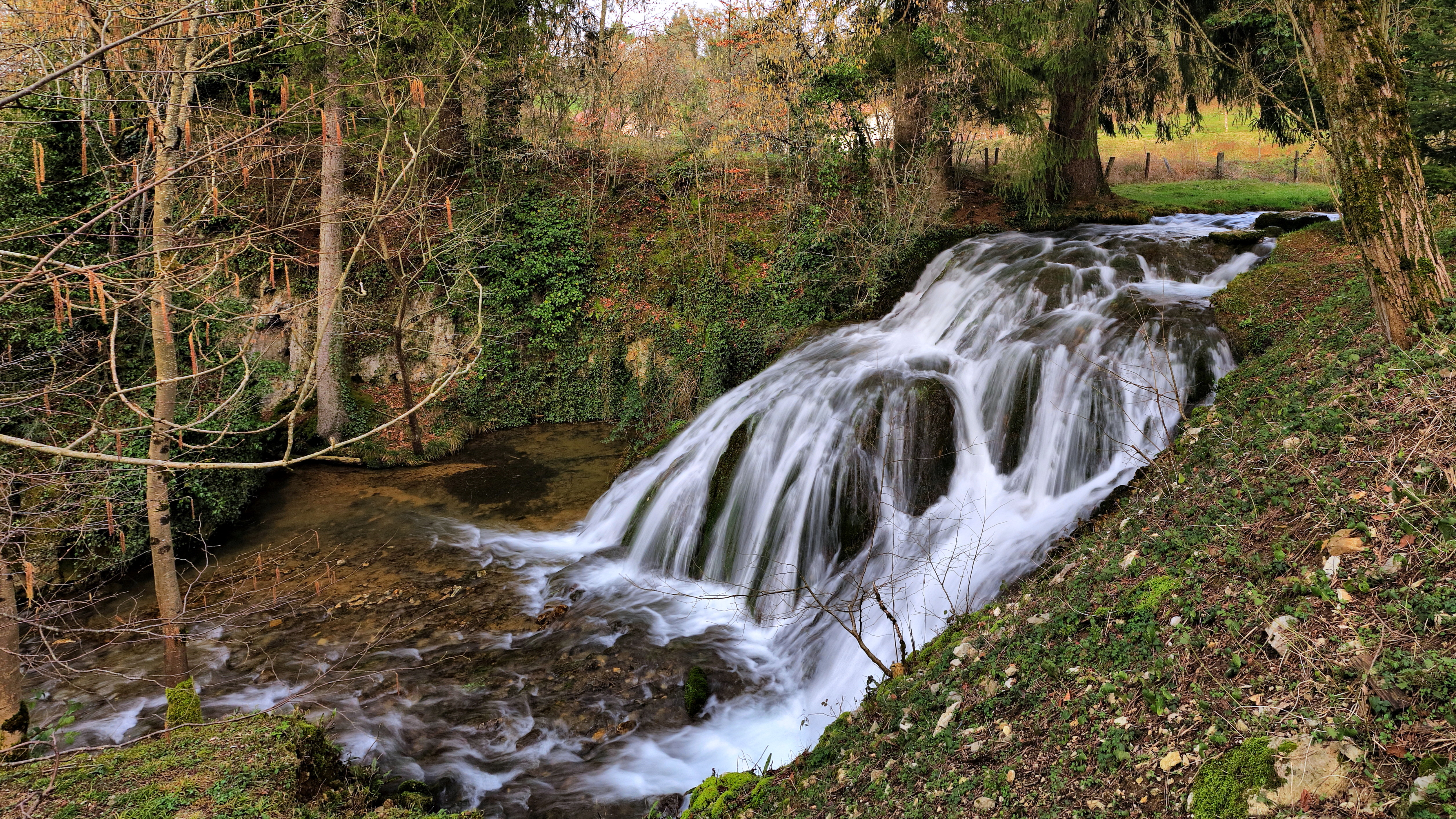
Cascade du Bief de Caille.
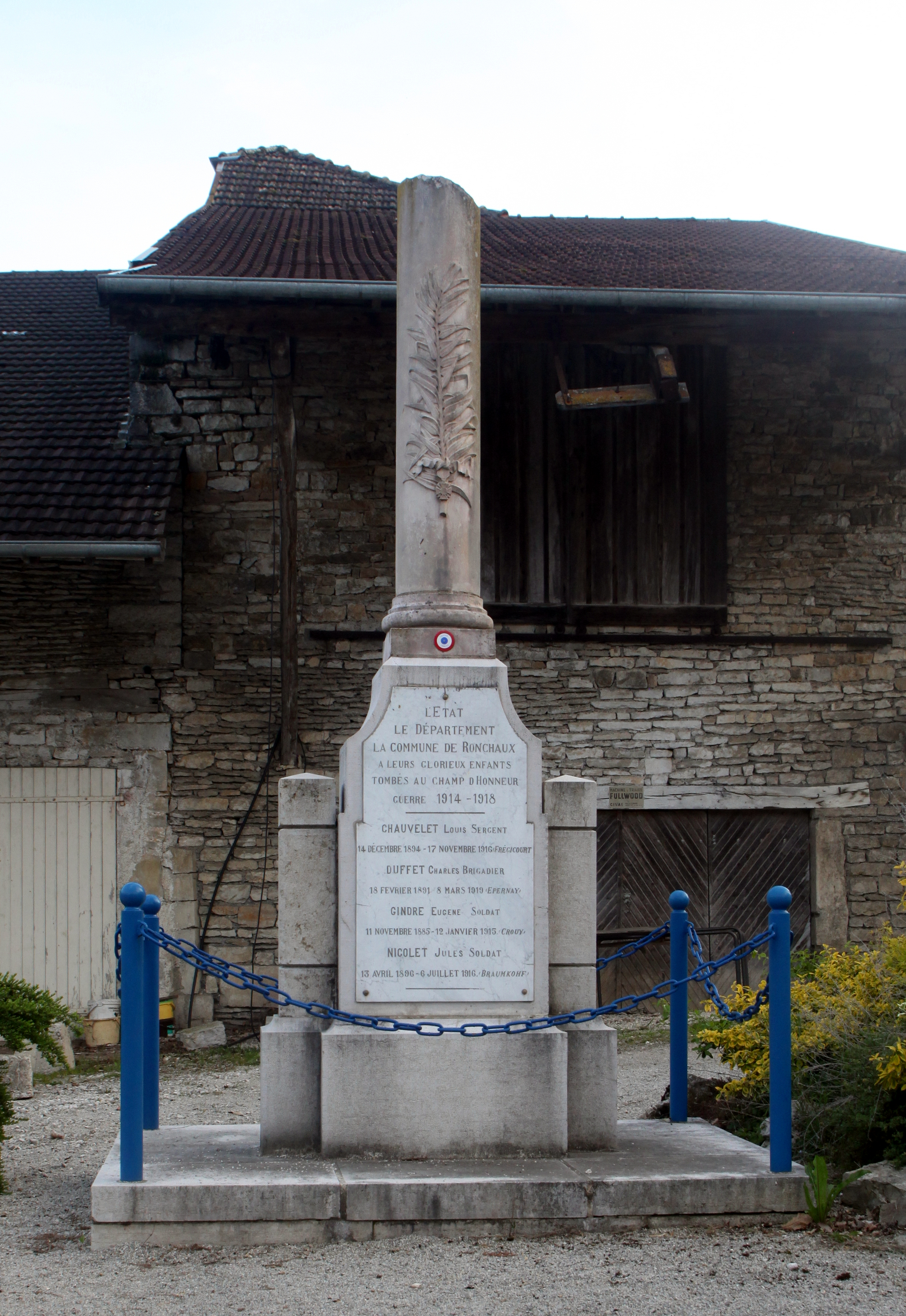
Monument aux morts.

### Personnalités liées à la commune
- Claude-Antoine Grandvoinet, né en 1790, avocat au Parlement et maire de la commune. Il œuvra pour que Ronchaux soit chef-lieu de canton à la Révolution[2].

- Aimé Faillenet (1873-1923). Il fait construire l’école en 1899, installer l’eau à domicile en 1909 et lancer la fromagerie en 1914[21].

### Héraldique
La famille de Ronchaux portait pour armes : « D'or à une aigle de gueules soutenue d'un croissant d'argent ».